# پیتر کار (بازیکن فوتبال)
پیتر کار (انگلیسی: Peter Carr؛ زادهٔ ۲۵ اوت ۱۹۵۱) بازیکن فوتبال اهل بریتانیا است.
از باشگاه‌هایی که در آن بازی کرده‌است می‌توان به باشگاه فوتبال هارتل پول یونایتد، باشگاه فوتبال کارلایل یونایتد، باشگاه فوتبال مادرول، و باشگاه فوتبال دارلینگتون اشاره کرد.